# Rodrigo de Moura Teles
Dom Rodrigo de Moura Teles (Lisboa, 26 de Janeiro de 1644 – Braga, 4 de setembro de 1728 (84 anos)), foi um clérigo português que ocupou os cargos de reitor da Universidade de Coimbra, bispo da Guarda e arcebispo de Braga.
Nasceu em 1644, filho de Dom Nuno de Mendonça, 2.º conde de Vale de Reis e de D. Luísa de Castro Moura, filha de Rui de Moura Teles, senhor de Póvoa e Meadas.
Foi porcionista do Colégio de São Paulo, da Universidade de Coimbra, e tomara o grau de bacharel em Cânones em 28 de Maio de 1663 e o de doutor em 24 de Julho de 1667. Segundo a informação de Carneiro de Figueiroa, era tesoureiro mor de Évora, sumilher da cortina e deputado da Mesa da Consciência e Ordens.
De 1690 a 1694 foi reitor da Universidade de Coimbra, e em 1694 foi bispo da Guarda.
De 10 de Março 1704 até à sua morte em 1728 foi 102.° Arcebispo de Braga.
Realizou numerosas obras na cidade, inclusive a reconfiguração da Capela de S. Sebastião, em 1717, e a renovação dos Alpendres (Arcada), local de comércio no inicio da Rua do Souto, onde estava inserida a alfandega, em 1715. No entanto o seu mais famoso empreendimento foi a planta inicial barroca do Santuário de Bom Jesus do Monte. Em termos religiosos, instituiu o jubileu das 40 horas ou lausperene em 1709, prática ainda em vigor.
Está sepultado na Capela de São Geraldo, na Sé Catedral de Braga.
1. ↑  Felgueiras Gaio, Nobiliário das Famílias de Portugal, tomo xx, Braga, 1940, p. 50
2. 1 2  Uma Relação do Estado da Universidade de Coimbra em 1691, por Fernando Taveira da Fonseca, pág. 228